# Blajo
Blajo is een bestuurslaag in het regentschap Lamongan van de provincie Oost-Java, Indonesië. Blajo telt 760 inwoners (volkstelling 2010).